# Fratelli Zeno

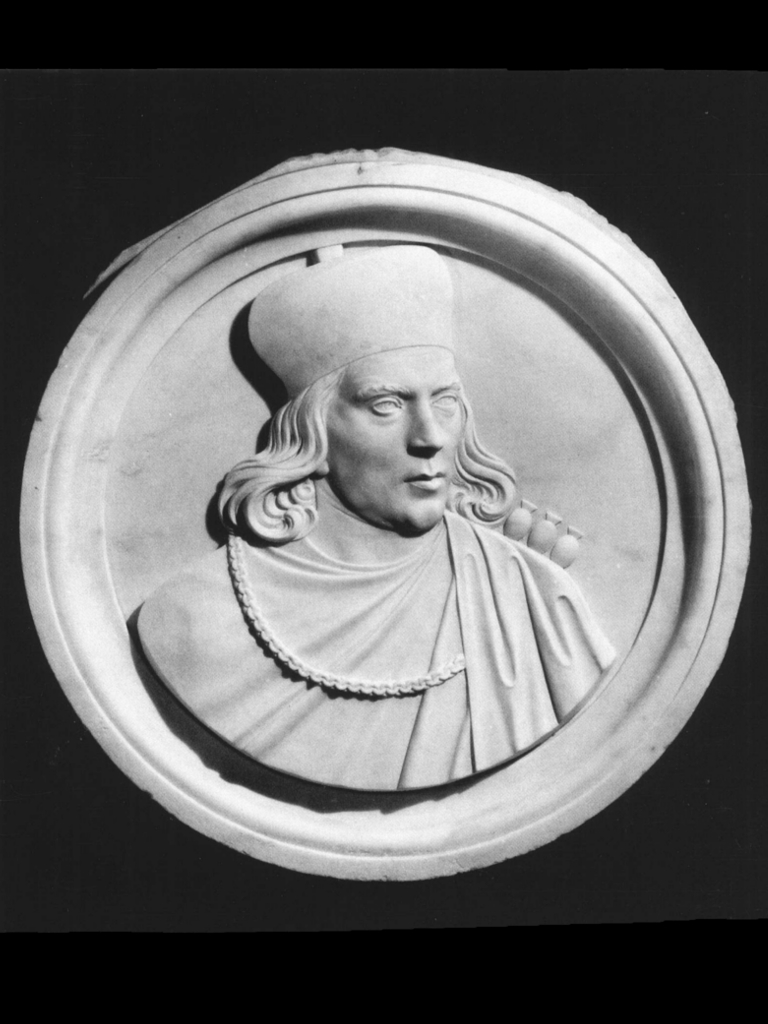
Nicolo Zeno, opera di Antonio Bianchi (1858-1861)

I fratelli Nicolò (Venezia, 1326 – Venezia, 1402) e
Antonio Zeno (Venezia, ... – 1405) (italianizzazione del cognome veneziano Zen) furono due navigatori veneziani del XIV secolo, impegnati nell'esplorazione dell'Atlantico del nord e dei mari artici attorno al 1390.

## Storia
Esistono due versioni della storia dei fratelli Zeno, una a favore, sostenuta dal professor Giorgio Padoan e l'altra del tutto contraria, sostenuta da Andrea Da Mosto in un suo saggio del 1933.
Secondo la prima, Niccolò Zeno partì da Venezia per andare a commerciare in Fiandra nella primavera del 1383. Nella Manica fu preso da una tempesta che lo trascinò al Nord e gli sfasciò la nave su una delle isole dell'arcipelago delle Fær Øer. Fu soccorso e ospitato insieme ai suoi marinai da Henry Sinclair, barone di Roslin, che per parte di madre era vichingo, vassallo del regno di Norvegia e feudatario delle isole Orcadi. Siccome Lord Sinclair stava cercando di sottomettere le Fær Øer, la navigazione in quell'arcipelago era infatti difficoltosa, si avvalse dell'abilità marinara dei naufraghi veneziani. Niccolò scrisse al fratello Antonio di raggiungerlo; questi arrivò nel 1384. Niccolò venne messo da Lord Roslin a capo della flotta e partecipò alla guerra di sottomissione delle isole Shetland al re di Norvegia.
Nel luglio del 1387 Niccolò partì con tre navi e arrivò in Islanda, presso l'attuale Capo Portand, in un porto frequentato d'estate e bloccato dal ghiaccio d'inverno. Visitò un convento domenicano – che è segnato nelle carte più antiche – che era riscaldato dalle vicine sorgenti calde sulfuree. Per lettera riferì tutto ciò che vide: parlò della popolazione, dell'economia, delle abitazioni locali e le sue furono forse le prime notizie dell'Islanda giunte nell'Europa centro-meridionale da molto tempo. Nell'autunno del medesimo 1387 Niccolò rientrò a Venezia. Alle Fær Øer rimase Antonio, che subentrò a Niccolò in tutte le cariche. Nel 1397 ebbe a che fare con un pescatore che tornava dopo ventisei anni di assenza e che fece un racconto sorprendente, mostrò oggetti per provare quanto diceva e fu ritenuto credibile da tutti i marinai delle isole. 
Il pescatore sosteneva che una tempesta l'aveva spinto coi suoi compagni verso ovest e che era naufragato su un'isola che lui chiamava Estotiland – che dovrebbe essere stata la Nuova Scozia – dove era stato raccolto e portato dalla gente del luogo in una città popolosa. Riferì poi Zeno:
Secondo il professor Giorgio Padoan "È qui, con ogni evidenza, da escludere che si tratti di nativi amerindi, ed è ben riconoscibile un insediamento vichingo (la birra; hanno navi ma non conoscono la bussola, ecc.), che aveva ormai perduto il contatto col paese d'origine. I libri, cui si fa cenno, dovevano essere una Bibbia ed opere di liturgia: morto il prete, che aveva qualche nozione di latino, erano ormai incompresi. D'altra parte il papa Pasquale II aveva nominato il primo vescovo di Groenlandia Erik Gnupsson già nel 1112 e questi si era recato dalla Groenlandia nel vicino insediamento vichingo di Vinland, cioè nella Nuova Scozia. Il pescatore aveva detto che lui e i suoi compagni erano stati mandati da quel re nel paese Drogir posto a Sud (che dovrebbe coincidere con la parte nord-occidentale dell'attuale Massachusetts) ma che avevano fatto naufragio ed erano stati catturati da popolazioni feroci. Alcuni erano stati uccisi per essere poi mangiati, lui con alcuni altri era riuscito a salvarsi insegnando loro l'uso delle reti da pesca, per cui era stato poi ospitato da diverse tribù. Proseguiva Zeno:
Il pescatore aveva detto d'essere riuscito a scappare dopo molti anni, arrivando prima a Estotiland e poi tornando nelle Fær Øer. Colpito da questo racconto, Lord Roslin si mise a capo di una spedizione, di cui diede il comando effettivo ad Antonio Zeno. Come in precedenza finirono in una tempesta. Uscirono di rotta e avvistarono un'isola che chiamarono Icaria, probabilmente Terranova, in cui non poterono sbarcare perché gli abitanti apparvero molto ostili. Bordeggiarono per un po', ripresero il largo e si spinsero a nord, raggiungendo, il 2 giugno 1398 la punta meridionale della Groenlandia (l'odierno Capo Farvel) che chiamarono Promontorio della Trinità. Vi trovarono una popolazione eschimese composta da individui piccoli e timorosi che abitava una terra dal clima temperato. Lord Roslin incaricò Antonio Zeno di tornare alle Fær Øer con quanti avessero voluto, mentre lui avrebbe esplorato le coste e costruito un insediamento nelle vicinanze dell'approdo. In seguito tornò anche lui alle Fær Øer e morì in combattimento nel 1402, Antonio Zeno invece morì nel 1405 in procinto di tornare a Venezia.

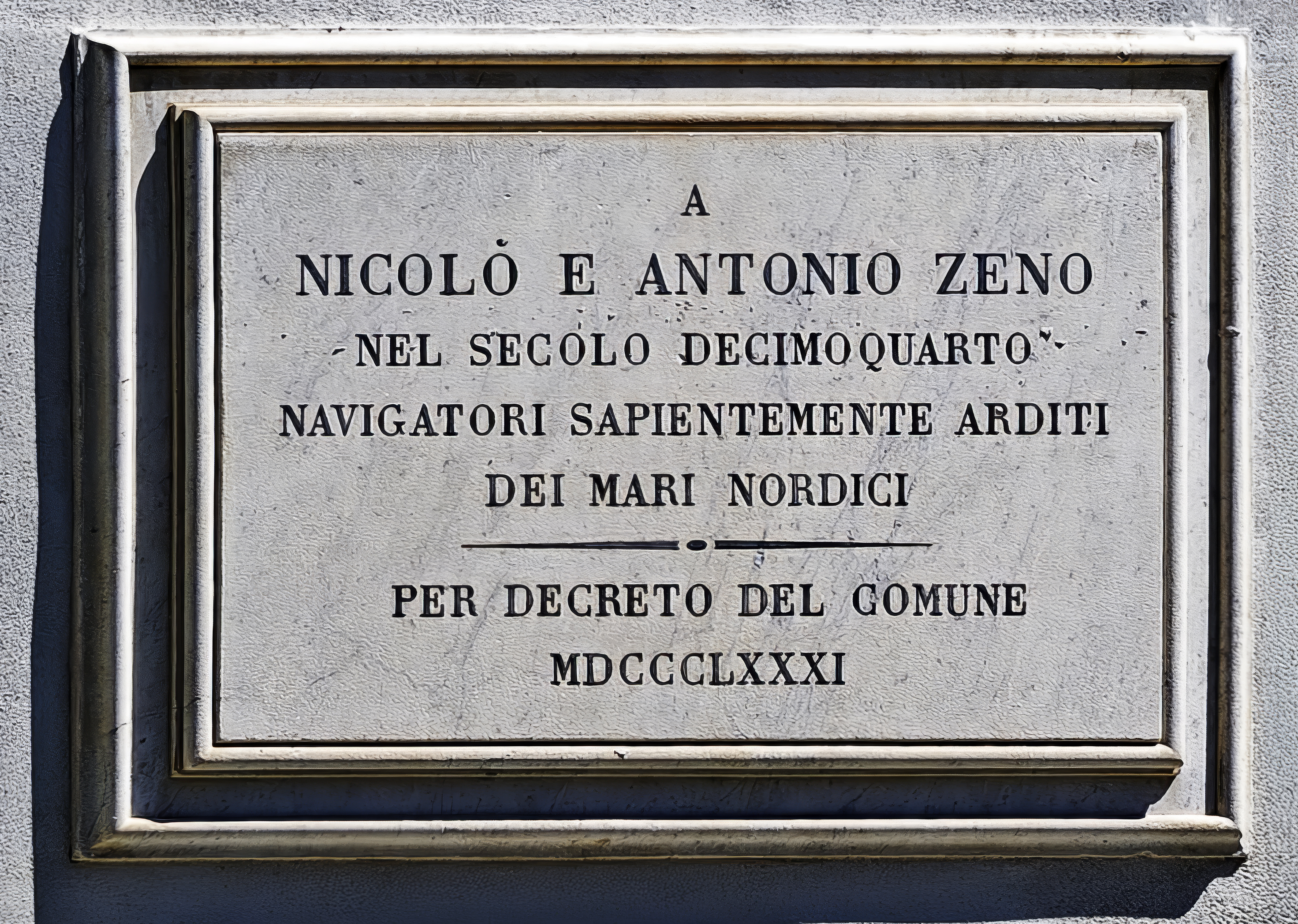
Venezia, Fondamenta Zen, Cannaregio 4922

Questa storia si basa sul testo che nel 1558 un altro Nicolò (1515 - 1565), discendente del navigatore, pubblicò a Venezia insieme a una carta del Nord Atlantico, la Mappa di Zeno, dicendo d'averla tratta da una serie di lettere che dichiarò aver trovato in un magazzino di famiglia nella città lagunare. Ci sono molti dubbi sull'autenticità della carta, laddove secondo alcuni studiosi il viaggio dei fratelli Zeno fatto alla fine del Trecento dietro richiesta di un principe delle Orcadi, chiamato Zichmni, si svolse realmente (il libro descrive bene il territorio e le genti d'Islanda). Secondo alcune interpretazioni, Nicolò e Antonio Zeno raggiunsero il Nord America. Nella carta sono inoltre descritte anche molte terre inesistenti, fra cui la Frislandia che rimase sulle mappe dell'Atlantico per oltre un secolo.
La seconda versione è quella di Andrea Da Mosto, il quale, nel suo articolo "I navigatori Niccolò e Antonio Zeno", scrisse più o meno quanto segue. Niccolò Zeno era un noto navigatore e funzionario veneziano attivo all'incirca fra il 1360 e il 1400. Nel maggio del 1389 ebbe il comando della Guardia in Golfo, cioè della Squadra delle galere di stanza in Adriatico. L'anno seguente fu rieletto provveditore delle città di Corone e Modone in Grecia ed entro la fine del 1392 era di ritorno a Venezia. Nel primo semestre del 1393 operò come consigliere; ad agosto dello stesso anno passò a Corfù come Balivo e capitano generale e, si nota, questo è il periodo in cui sarebbe invece stato nel Mare del Nord e nell'Artico. L'anno seguente, cioè nel 1394, secondo Da Mosto, Nicolò Zeno venne riconosciuto colpevole di malversazioni fatte mentre era in carica a Modone e Corone. Il procedimento andò avanti a lungo davanti alla Quarantia e durò per tutto il 1396, terminando con un verdetto che lo condannava a cinque anni d'esclusione dai pubblici uffici, a una multa di 200 ducati d'oro e al risarcimento delle parti lese. Da Mosto non trovò altre notizie su di lui fino al 1400, quando redasse il suo testamento e scoprì che nel 1403 era già morto. La presenza documentata di Niccolò Zeno a Venezia, a meno che non si tratti d'un caso d'omonimia, che però Da Mosto escludeva recisamente sulla base degli approfonditi studi da lui fatti, implicherebbe la falsità di tutto il resoconto poi pubblicato dal suo discendente Niccolò nel XVI secolo.